# Hollowayville
Hollowayville – wieś w USA, w stanie Illinois, w hrabstwie Bureau. Według spisu z 2000 wioskę zamieszkuje 90 osób. W 2023 liczba mieszkańców spadła do zaledwie 38 osób, a gęstość zaludnienia do 380 osób/km². Wieś zalicza się do najmniej zaludnionych miejscowości stanu Illinois.

## Geografia
Wioska zajmuje powierzchnię 0,1 km², z czego całość stanowi ląd.

## Demografia
Według spisu z 2000 wioskę zamieszkuje 90 osób skupionych w 29 gospodarstwach domowych, tworzących 24 rodzin. Gęstość zaludnienia wynosi 695 osoby/km². W wiosce znajdują się 31 budynków mieszkalnych, a ich gęstość występowania wynosi 239,4 mieszkania/km². Wioskę zamieszkuje 100% ludności białej.
W wiosce jest 29 gospodarstw domowych, w których 48,3% stanowią dzieci poniżej 18 roku życia żyjących z rodzicami, 72,4% stanowią małżeństwa, 6,9% stanowią kobiety nie posiadające męża oraz 17,2% stanowią osoby samotne. 17,2% wszystkich gospodarstw domowych składa się z jednej osoby oraz 10,3% żyjących samotnie ma powyżej 65 roku życia. Średnia wielkość gospodarstwa domowego wynosi 3,1 osoby, natomiast rodziny 3,54 osoby. 
Przedział wiekowy kształtuje się następująco: 34,4% stanowią osoby poniżej 18 roku życia, 7,8% stanowią osoby pomiędzy 18 a 24 rokiem życia, 35,6% stanowią osoby pomiędzy 25 a 44 rokiem życia, 12,2% stanowią osoby pomiędzy 45 a 64 rokiem życia oraz 10% stanowią osoby powyżej 65 roku życia. Średni wiek wynosi 29 lat. Na każde 100 kobiet przypada 104,5 mężczyzn. Na każde 100 kobiet powyżej 18 roku życia przypada 90,3 mężczyzn.
Średni dochód dla gospodarstwa domowego wynosi 52 500 dolarów, a dla rodziny wynosi 63 750 dolarów. Dochody mężczyzn wynoszą średnio 41 750 dolarów, a kobiet 31 250 dolarów. Średni dochód na osobę w mieście wynosi 15 825 dolarów. Około 0% rodzin i 0% populacji miasta żyje poniżej minimum socjalnego.